# ويليام كولمان (صحفي)
ويليام كولمان (بالإنجليزية: William Coleman)‏ هو محرر وصحفي أمريكي، ولد في 14 فبراير 1766 في بوسطن في الولايات المتحدة، وتوفي في 13 يوليو 1829 بسبب سكتة.